# Bernard Van De Kerckhove
Bernard Van De Kerckhove (Mouscron, 8 luglio 1941 – 15 settembre 2015) è stato un ciclista su strada belga.
Professionista dal 1962 al 1971, conta la vittoria di due tappe al Tour de France.

## Carriera
Nella sua carriera professionistica conta la vittoria di una tappa alla Parigi-Nizza, una al Critérium du Dauphiné Libéré e una al Tour de France nel 1964, il Circuito delle Ardenne fiamminghe - Ichtegem, una tappa al Tour de France e una alla Paris-Luxembourg nel 1965, una tappa al Giro di Sardegna nel 1966 e una al Tour de Luxembourg nel 1967.

## Palmarès
- 1963 (Solo-Terrot, due vittorie)

Circuit de la Vallée de la Senne
1ª tappa Tour de Picardie
- 1964 (Solo-Superia, tre vittorie)

8ª tappa, 1ª semitappa Parigi-Nizza (Porto Vecchio > Bastia)
3ª tappa, 1ª semitappa Critérium du Dauphiné Libéré (Roanne > Montceau-les-Mines)
3ª tappa, 1ª semitappa Tour de France (Amiens > Forest)
- 1965 (Solo-Superia, tre vittorie)

Omloop der Vlaamse Ardennen - Ichtegem
2ª tappa Tour de France (Liegi > Roubaix)
2ª tappa Parigi-Lussemburgo (Arras > Jambes)
- 1966 (Ford France-Hutchinson, due vittorie)

Stadsprijs Geraardsbergen
3ª tappa Giro di Sardegna (Sorso > Oristano)
- 1967 (Pelforth-Sauvage, una vittoria)

2ª tappa, 2ª semitappa Tour de Luxembourg (Lussemburgo > Bettembourg)

### Altri successi
- 1961 (Dilettanti)

Adinkerke
- 1962 (Solo - Van Steenbergen)

Critérium di Hooglede
Kermesse di Roeselare
Izenberge, categoria indipendenti
- 1963 (Solo-Terrot)

Kermesse di Houthulst
Kermesse di Koksijde
Harelbeke, categoria indipendenti
Wijnendaele, categoria indipendenti
- 1964 (Solo - Superia)

Critérium di Assebroek
Kermesse di Roeselare
Criterium di Roeselare
G.P. Wingene - Kampioenschap van West-Vlaanderen
- 1965 (Solo - Superia)

Kermesse di Adinkerke
Kermesse di Meerbeke
Kermesse di Merelbeke
- 1966 (Ford France - Hutchinson)

Kermesse di Adinkerke
- 1967 (Pelforth - Sauvage - Lejeune)

Kermesse di Adinkerke
- 1968 (Pelforth - Sauvage - Lejeune)

Kermesse di Westouter
Critérium di Zingem
- 1969 (Faema)

Kermesse di Koksijde

## Piazzamenti

### Grandi Giri
- Giro d'Italia

1970: ritirato (6ª tappa)
- Tour de France

1964: 57º
1965: ritirato (9ª tappa)
1967: fuori tempo massimo (8ª tappa)
- Vuelta a España

1967: 57º
1968: ritirato (10ª tappa)
1971: non partito (3ª tappa)

### Classiche monumento
- Milano-Sanremo

1964: 64º
1966: 34º
1967: 18º
1968: 23º
1969: 47º
1970: 71º
- Giro delle Fiandre

1967: 29º
1968: 7º
1969: 5º
1971: 32º
- Parigi-Roubaix

1964: 19º
1965: 18º
1966: 11º

### Competizioni mondiali
- Campionati del mondo

San Sebastián 1965 - In linea: 18º